# Torstraße intim
Torstraße intim ist eine deutsche Internet-Sitcom. Die erstmals 2008 veröffentlichte Serie gilt als erste deutsche Web-Sitcom. Regie führte Daniel Regenberg, in dessen Wohnung in der Berliner Torstraße gedreht wurde.

## Inhalt
Im Mittelpunkt der Sitcom stehen vier Halbgeschwister zwischen 18 und 30 Jahren. Die Figuren der Serie sind stark parodistisch überzeichnet. Die Einzelfolgen sind thematisch abgeschlossen und widmen sich mehr oder weniger ernsten Problemen wie Geschlechtskrankheiten oder Schwaben in Berlin. 

## Produktion
Gedreht wurde ohne Gage, die Hauptrollen werden von Maria Kamutzki (Herr Harndorf), Maria Kwiatkowsky (Meisi / Paff Meisi), Tina Pfurr (Penelope) sowie Wieland Schönfelder (Bruno) dargestellt. Daneben treten bekannte Schauspieler wie Friederike Kempter oder Volksbühnen-Dramaturg Carl Hegemann in Gastrollen auf. Zehn Folgen wurden von wildscreen.tv gezeigt.

## Rezeption
Die Serie gelangte beim Twentieth Century Fox Award unter die Finalisten. Die Rezensentin der taz monierte zwar die „schamlose Sexualisierung“, ordnete diese aber einer anderen Art als derjenigen im kommerziellen Fernsehen zu. Insgesamt bezeichnete sie die Sitcom als ein „gelungenes Experiment“. Im Online-Magazin jetzt.de fasste der Autor die Serie als „schrecklich nette Familie made in Berlin“ zusammen.